# Vida Guerra
Pour les articles homonymes, voir Guerra.
Vida Guerra est un mannequin de charme américain, née le 19 mars 1974 à La Havane, à Cuba.

## Carrière
Découverte dans la version américaine du magazine FHM en décembre 2002 où elle a provoqué une avalanche de courrier à la suite de la parution d'une photo, Vida Guerra a depuis travaillé pour de nombreux autres magazines masculins et a fait quelques apparitions dans des videos clips (Shake Ya Tailfeather de Nelly, Trap Star de Young Jeezy ou encore dans Get No Better de Cassidy). En juillet 2006, Vida Guerra a posé entièrement nue dans le magazine Playboy.
Elle passe fréquemment à la télévision où elle est invitée dans les chaînes américaines de langue espagnole.
Elle envisage de se lancer dans une carrière musicale avec un premier album intitulé Theme Park qui contiendra des duos avec Sean Paul, Mike Jones et Paul Wall. Le premier single sera You Got Me.

## Vie privée
Vida Guerra a été en couple avec l'acteur Chris Evans ainsi que le joueur de baseball Derek Jeter. En 2010, elle est victime d'un piratage de son téléphone cellulaire. L'auteur du délit répandra des photos privées de Vida Guerra nue sur la toile.

## Filmographie
- 2017 : CHiPs de Dax Shepard : Ann